# 王奕凱 (政治人物)
王奕凱（1985年6月29日—），臺北市士林區人，臺灣獨立運動人士，台灣聯合國協進會理事，喜樂島聯盟共同發起人，曾參與太陽花學運。
曾參選2014年、2018年台北市議員選舉，最後選舉結果各拿下8,551票、5,716票，均未當選。2018年12月14日，宣布參加臺北市第二選區（大同、士林區）立委補選。
2019年1月27日，參加之臺北市第二選區（大同、士林區）立委補選開票結果以897票落選，以懸殊之差距遠落後何志偉（民主進步黨推薦）38,591票、陳炳甫（中國國民黨推薦）31,532票、陳思宇（無黨籍）9,689票。

## 選舉紀錄
| 年份 | 選舉                   | 選區                             | 政黨   | 得票數 | 得票率 | 當選標記 |
| ---- | ---------------------- | -------------------------------- | ------ | ------ | ------ | -------- |
| 2014 | 第十二屆臺北市議員選舉 | 臺北市第一選舉區（北投、士林區） | 無黨籍 | 8,551  | 2.79%  |          |
| 2018 | 第十三屆臺北市議員選舉 | 臺北市第一選舉區（北投、士林區） | 無黨籍 | 5,716  | 2.04%  |          |
| 2019 | 第九屆立法委員補選     | 臺北市第二選舉區                 | 無黨籍 | 897    | 1.11%  |          |